# Strana demokratickej ľavice (2005)
Strana demokratickej ľavice (SDĽ) (česky: Strana demokratické levice) byla slovenská neparlamentní politická strana. Předsedou strany byl Marek Blaha. Existovala od roku 2005 do prosince 2015, kdy vstoupila do likvidace.

## Historie
Strana demokratické levice byla na ministerstvu vnitra zaregistrována 3. května 2005 pod stejným názvem, jaký měla politická strana Strana demokratické levice, která zanikla 31. prosince 2004 sloučením se SMER.

## Volební výsledky
Volební výsledky z voleb do Národní rady SR a Evropského parlamentu, ve kterých se zúčastnila strana SDĽ.

### Parlamentní volby
| Volby | počet hlasů | hlasy v % | počet mandátů |
| ----- | ----------- | --------- | ------------- |
| 2006  | 2 906       | 0,12 %    | 0             |
| 2010  | 61 137      | 2,41 %    | 0             |

### Evropské volby
| Volby | počet hlasů | hlasy v % | počet mandátů |
| ----- | ----------- | --------- | ------------- |
| 2009  | 5 158       | 0,62      | 0             |